# منتخب ألمانيا تحت 18 سنة لهوكي الجليد للرجال
منتخب ألمانيا تحت 18 سنة لهوكي الجليد للرجال هو ممثل ألمانيا تحت 18 سنة الرسمي في المنافسات الدولية في هوكي الجليد
.